# ディオクレティアヌス紀元
ディオクレティアヌス紀元または殉教紀元（じゅんきょうきげん）は、4世紀から5世紀頃、キリスト教徒の間で広く用いられていた紀元。ローマ皇帝ディオクレティアヌスのキリスト教徒迫害によって多くの殉教者（致命者）が出たことを祈念し、ディオクレティアヌスが即位した年の年初（ユリウス暦284年8月29日）を紀元とする。西暦2024年はディオクレティアヌス紀元の1741年にあたる。現在でもエジプトのコプト正教会が用いている。

## 歴史

### ディオクレティアヌス紀元の普及
アレクサンドリア教会での復活祭の計算方法に用いられており、そのアレクサンドリア方式が第1ニカイア公会議で採用されたため、キリスト教世界全体に広まった。
325年におこなわれた第1ニカイア公会議は全教会で復活祭を同じ日曜日に祝うことを決定し、アレクサンドリア方式を採用した。アレクサンドリアの教会では、復活祭は「春分の日以降で最も早い太陰暦の14日（満月の日）の次の日曜日」に祝っていた。このとき、春分の日も当時のユリウス暦では3月25日であったが、アレクサンドリアでの春分の日に基づき、3月21日とされた。
このような復活祭の日付を何十年も先まで計算するのは簡単ではなく、ディオクレティアヌス紀元をもとにユリウス暦と19年周期（新月が同じ日となる周期：メトン周期）、28年周期（同じ月に週の曜日が同じになる周期）などを組み合わせた復活祭暦表が作られた。4、5世紀頃には、ディオクレティアヌス紀元はキリスト教徒の間で最も広く用いられる紀元であった。

### 西暦の誕生
525年、復活祭暦表を改訂するに当たり、ディオニュシウス・エクシグウスが迫害者の名を未来に残すことを嫌い、イエス・キリスト生誕の年を紀元とすることを提唱した。エクシグウス自身は起算年を「主の体現より」と呼び、これをローマ建国754年1月1日とした。やがてヨーロッパの教会暦でエクシグウスの方式が採用されるようになるにつれ他の方式にとって代わるようになり、現在の西暦の形ができあがった。ただし一般人がこれを使い始めたのは西欧においても16世紀に入ってからのことであり、それまでは様々な紀年法が併用されていた。